# Li Bin
Pour l’article homonyme, voir Li Bin (physicien).
Li Bin (née le 4 octobre 1954) est la vice-ministre de la Commission nationale de la santé de Chine depuis 2013. Elle fut aussi la gouverneure de la province de l'Anhui, de 2011 à 2013.